# May Mahlangu
May Sphiwe Mahlangu (Secunda, 1º maggio 1989) è un ex calciatore sudafricano, di ruolo centrocampista.

## Carriera

### Club
All'età di 15 anni si è unito all'Alexandra United, formazione sudafricana associata all'accademia Stars of Africa del direttore tecnico Farouk Khan.
Nel 2008 Mahlangu è approdato in Svezia con la complicità dell'allenatore dell'Helsingborg Bo Nilsson, che inizialmente fece allenare il giocatore sia con la sua squadra che con l'IFK Hässleholm. Proprio con quest'ultimo club il centrocampista sudafricano giocò in quarta serie l'intera stagione 2008 e la prima metà di quella 2009, finché a luglio rientrò dal prestito per terminare la stagione. Nel 2011 l'Helsingborg vinse il titolo nazionale, e a Mahlangu fu assegnato il riconoscimento di giocatore dell'anno di quel campionato.
All'inizio dell'annata 2014, terminato il contratto che lo legava al precedente club, il giocatore ha firmato a parametro zero un accordo annuale con l'IFK Göteborg. Terminato il contratto, non ha rinnovato con il Göteborg e si è accasato in Turchia al Konyaspor, firmando fino a giugno 2015.
Il 16 novembre seguente, dopo essere rimasto senza squadra per quasi cinque mesi, firma con il Sint-Truiden.
L'8 settembre 2016 firma con la Dinamo Bucarest.
Il 22 agosto 2018, dopo due stagioni, passa al Ludogorec.

### Nazionale
Mahlangu esordisce con la Nazionale sudafricana nel gennaio 2012, in occasione di un'amichevole contro la Guinea Equatoriale. Un anno più tardi ha fatto parte dei 23 convocati per la Coppa d'Africa 2013.

## Palmarès

### Club

#### Competizioni nazionali
- Coppa di Svezia: 1

Helsingborg: 2010
- Supercoppa di Svezia: 2

Helsingborg: 2011, 2012
- Coppa di Lega rumena: 1

Dinamo Bucarest: 2016-2017